# Olimpijski kanal
Olimpijski kanal (eng. Olympic Channel) je olimpijski tv servis preko interneta u vlasništvu Međunarodnog olimpijskog odbora. Pušten je u rad 21. kolovoza 2016. godine po završetku ceremonije zatvaranja Ljetnih olimpijskih igara 2016. Ovaj kanal ima za cilj održati cjelogodišnji interes svjetske publike za Olimpijski pokret, prikazujući olimpijske sportaše i takmičenja izvan Igara.

## Cilj
Primarni cilj ove usluge je očuvanje interesa za olimpijske sportove tijekom razdoblja između ljetnih i zimskih olimpijskih igara, osobito među mlađom publikom. To postiže prikazivanjem takmičenja u olimpijskom sportu, kao i kratkim i dugometražnim programima s fokusom na olimpijske sportaše. Kanal je trenutno na engleskom jeziku, nudi titlove na devet različitih jezika. Janis Exarhos, izvršni direktor Olimpijskog TV servisa i glavni izvršni direktor Olimpijskog radiodifuznog servisa, izjavio je da se sadržaj TV servisa fokusira isključivo na pričama sportaša, tvrdeći da "moramo poduzeti neke rizike i bolje je sada riskirati jer smo jači nego što smo ikada bili."

## Povijest
Predsjednik MOO-a Thomas Bach, koji je predložio koncept olimpijskog kanala još 1994. godine, izjavio je tom prilikom da je pokretanje Olimpijskog kanala "početak novog uzbudljivog putovanja koji povezuje svjetsku publiku tijekom cijele godine. Ljubitelji sporta će moći pratiti sport, sportaše i priče s Olimpijskih igara. Ovaj kanal ima za cilj inspirirati nas i doprijeti do nove generacije sportaša i navijača". Sjedište Tv servisa je u Madridu i ima sedmogodišnji proračun od 600 milijuna dolara. Pored prikazivanja na međunarodnom nivou, MOO je sugerirao da postoje planovi u vidu suradnje s nacionalnim olimpijskim odborima i nositeljima lokalnih prava na formiranju lokalnih verzija kanala. Platformu prijenosa omogućuje Playmaker Media, podružnica NBS Sport Grupe (NBC Sports Group).

## Vanjske poveznice
- Službena stranica (engl.)